# Hemigrapsus crenulatus
Hemigrapsus crenulatus is een krabbensoort uit de familie van de Varunidae. De wetenschappelijke naam van de soort werd in 1837 voor het eerst geldig gepubliceerd door Henri Milne-Edwards.